# NGC 1558
NGC 1558 este o intermediate spiral galaxy⁠(d) situată în constelația Dalta. A fost descoperită în 14 decembrie 1835 de către John Herschel. Se află la o distanță de 67,92 de megaparseci de Pământ.